# Sonic Classic Collection DS
Sonic Classic Collection DS est une compilation de 4 jeux de Sonic. Il contient Sonic the Hedgehog, Sonic The Hedgehog 2, Sonic the Hedgehog 3 et Sonic & Knuckles.

## Sonic the Hedgehog
Le savant fou Dr Eggman a enlevé les petits animaux et les a transformés en des robots maléfiques! Sonic devra affronter les ennemis et sauver les animaux et empêcher le Dr Eggman de mettre en œuvre son plan maléfique.

### Objectifs
Il faudra éviter les pièges et les robots en fonçant dans six zones semées d'embûches, chacune contenant trois Actes. Vous devrez affronter le Dr Eggman à la fin de chaque zone (troisième Acte). Vous avez 10 minutes pour réussir chaque Acte sinon le message « TIME OVER » (temps écoulé) s'affichera et vous perdrez une vie.

### Objets
Dans Sonic the Hedgehog, il y a cinq objets différents. Les objets sont : « Super Anneaux » qui vous font gagner 10 anneaux, « Super Chaussures » qui vous font aller plus vite pendant un cours instant, « +1 » qui vous fait gagner une vie, « Invincibilité » qui vous rend invincible pendant un court instant et « Bouclier » qui vous protège d'une seule attaque ennemie.

### Étapes Spéciales
S'il vous reste 50 anneaux à la fin de chaque Acte, vous verrez un Anneau géant qui vous transportera à l'étape spéciale. Le but est d'attraper la Chaos Emerald et le plus d'Anneaux possible tout en évitant les blocs d'arrivée.

## Sonic the Hedgehog 2
Dr. Eggman est de retour et il est toujours aussi déterminé à dominer le monde entier. Sonic et Tails devront alors empêcher le Dr Eggman de trouver les Chaos Emeralds pour fabriquer son arme ultime : le « Death Egg » (l'Œuf de la Mort).

### Objectifs
Il vous faudra éviter les pièges et les robots en contrôlant Sonic et Tailsà travers 10 zones différentes. Vous avez 10 minutes pour réussir un Acte sinon le message « TIME OVER » (temps écoulé) s'affichera et vous perdrez une vie.

### Objets
Dans Sonic the Hedgehog 2, il y a cinq objets différents. Les objets sont : « Super Anneaux » qui vous font gagner 10 anneaux, « Super Chaussures » qui vous font aller plus vite pendant un cours instant, « +1 » qui vous fait gagner une vie, « Invincibilité » qui vous rend invincible pendant un court instant et « Bouclier » qui vous protège d'une seule attaque ennemie.

### Étapes spéciales
C'est l'occasion de gagner une Chaos Emerald. Dans cette étape spéciale, il vous faudra accélérer le long du tube et ramasser autant d'Anneaux que vous le pouvez. Décalez-vous ou sautez par-dessus les bombes pour continuer la course. Si vous terminez la course, vous recevrez une Chaos Emerald et retournerez à la Borne étoile de la zone où vous vous trouvez.

## Sonic the Hedgehog 3
Le « Death Egg » (l'Œuf de la Mort) du Dr Eggman a perdu sa capacité de vol après s'être écrasé sur Floating Island (l'Île Flottante), et seul le pouvoir des Chaos Emeralds peut réparer le vaisseau. Pour s'en emparer, il convainc leur gardien Knuckles the Echidna, que Sonic et Tails sont ses vrais ennemis...

### Objectifs
Il vous faudra éviter les robots et les pièges de Knuckles, ramasser des Anneaux et les différentes Chaos Emeralds tout en guidant Sonic et Tails à travers 6 zones pour suivre la piste du Dr Eggman. Vous avez 10 minutes pour réussir un Acte sinon le message « TIME OVER » (temps écoulé) s'affichera et vous perdrez une vie.

### Objets
Dans Sonic the Hedgehog 3, il y a huit objets différents. Les objets sont : « Super Anneaux » qui vous font gagner 10 anneaux, « Super Chaussures » qui vous font aller plus vite pendant un cours instant, « +1 » qui vous fait gagner une vie, « Invincibilité » qui vous rend invincible pendant un court instant, « Bouclier de Feu » qui vous protège des attaques de feu et vous permet de faire une Course tourbillon enflammée, « Bouclier d'Eau » qui vous permet de respirer sous l'eau et de rebondir comme une balle, « Bouclier de Foudre » qui attire les Anneaux comme un aimant et sert de défense contre les attaques électriques et les boules d'énergie et vous permet aussi de faire un double saut. Les boucliers se désactiveront après avoir une attaque.

### Étapes Spéciales
Chaque Acte comporte une salle secrète avec un Anneau géant. Sautez dans l'Anneau pour entrer dans l'étape spéciale. C'est là que vous pourrez récupérer une Chaos Emerald. Prenez les boules bleues et évitez les boules rouges. Une fois toutes les boules bleues ramassées, une Chaos Emerald apparaîtra.

### Étapes Bonus
Pour trouvez les étapes bonus, ramassez 50 Anneaux ou plus pendant un Acte puis touchez une Borne étoile et sautez dans les petites étoiles qui apparaîtront. Dans les étapes bonus, vous pourrez prendre des vies supplémentaires, des objets spéciaux et des Anneaux en actionnant la poignée de la machine à Chewing-gums.

## Sonic et Knuckles
Après avoir réduit le "Death Egg" du Dr Eggman en cendre, Sonic compte bien retrouver les Chaos Emeralds cachés sur Floating Island. Mais Knuckles ne le laissera pas faire aussi facilement. Pendant qu'ils règlent leurs comptes, qui va donc arrêter le Dr Eggman ?

### Objectifs
Il vous faudra aider Sonic ou Knuckles à ramasser des Anneaux, éviter les robots et échapper aux pièges. Dr Eggman, pendant ce temps, met au point un nouveau plan infâme pour conquérir le monde. Vous avez 10 minutes pour réussir un Acte sinon le message "TIME OVER" (temps écoulé) s'affichera et vous perdrez une vie.

### Objets
Dans Sonic et Knuckles, il y a huit objets différents. Les objets sont : Super Anneaux" qui vous font gagner 10 anneaux, "Super Chaussures" qui vous font aller plus vite pendant un cours instant, "+1" qui vous fait gagner une vie, "Invincibilité" qui vous rend invincible pendant un court instant, "Bouclier de Feu" qui vous protège des attaques de feu et vous permet de faire une Course tourbillon enflammée, "Bouclier d'Eau" qui vous permet de respirer sous l'eau et de rebondir comme une balle, "Bouclier de Foudre" qui attire les Anneaux comme un aimant et sert de défense contre les attaques électriques et les boules d'énergie et vous permet aussi de faire un double saut. Les boucliers se désactiveront après avoir une attaque.

### Étapes Bonus
L'étape bonus est déterminée par le nombre d'Anneaux à votre disposition quand vous touchez une Borne étoile. Si vous ramassez 50 Anneaux dans une étape Bonus, vous gagnez un crédit supplémentaire pour continuer lorsque la partie est finie. Une fois l'étape bonus terminée, vous reviendrez à la Borne étoile et vous pourrez continuer l'Acte.

#### Étape de la Machine à Sous
Ramassez des Anneaux lorsque les rouleaux tournent. Sautez vers le centre et évitez les blocs d'arrivée pour continuer à jouer.

#### Étapes des Sphères Lumineuses
Sonic est attaché à une sphère magnétique. Roulez vers le sommet pour aller plus haut. Utilisez les flippers et les bumpers pour vous aider, mais attention aux champs de forces qui arrivent d'en bas.

### Étapes Spéciales
Chaque Acte comporte une salle secrète avec un Anneau géant. Sautez dans l'Anneau pour entrer dans l'étape spéciale. C'est là que vous pourrez récupérer une Chaos Emerald. Prenez les boules bleues et évitez les boules rouges. Une fois les boules bleues ramassées, une Chaos Emerald apparaîtra. Si vous trouvez un bloc de boules bleues (au moins 3x3), touchez toutes les sphères du périmètre pour les changer en Anneaux. Vous pouvez gagner un crédit pour continuer le jeu si vous ramassez 50 Anneaux ou plus.